# Aptesis silvatica
Aptesis silvatica là một loài tò vò trong họ Ichneumonidae.